# Liste von Wasserkraftwerken im Bundesland Salzburg
Die Wasserkraftwerke im Bundesland Salzburg sind in der folgenden Liste erfasst. Wasserkraftwerke gewinnen aus der kinetischen Energie des Wassers mechanische Energie, die dann in elektrische Energie umgewandelt werden kann.

## Laufwasserkraftwerke
| Name bzw. Standort                      | Betreiber                 | Fluss                                             | Fallhöhe      | Engpassleistung | Regelarbeit (MWh/Jahr) | Baujahr                 | Bemerkungen |
| --------------------------------------- | ------------------------- | ------------------------------------------------- | ------------- | --------------- | ---------------------- | ----------------------- | --- |
| Arthurwerk                              | Energie AG Oberösterreich | Mühlbacher Ache                                   | 263,4 m       | 6 MW            | 25.000 MWh             | 1928                    | in Sankt Johann im Pongau im Bundesland Salzburg. Wurde 1928 im Auftrag von Arthur Krupp errichtet und nach ihm benannt. 1989 wurde das Kraftwerk komplett neu errichtet.              |
| Bischofshofen                           | Salzburg AG               | Salzach                                           |               | 16 MW           | 70.000 MWh             |                         | |
| Einöden                                 | Energie AG OÖ             | Mühlbacher Ache                                   | 4,4 m         | 0,1 MW          | 375 MWh                | 2009                    | in Sankt Johann im Pongau im Bundesland Salzburg. Nutzt den Höhenunterschied zwischen dem Kraftwerk Arthurwerk zur Salzach.                                                            |
| Gamp                                    | Salzburg AG               | Salzach                                           |               | 8 MW            | 53.000 MWh             |                         | |
| Grafenberg                              | Energie AG OÖ             | Kleinarler Ache                                   | 30,3 m        | 0,96 MW         | 4.600 MWh              | 2013                    | |
| Gries (Bruck an der Großglocknerstraße) | Verbund + Salzburg AG     | Salzach                                           |               | 9 MW            | ? MWh                  | 2018                    | |
| Großarl                                 | Energie AG OÖ             | Großarler Ache                                    | 92 m          | 6,4 MW          | 33.300 MWh             | 1917                    | in Großarl im Bundesland Salzburg, ursprünglich von Stern & Hafferl erbaut. |
| Kaprun                                  |                           |                                                   |               |                 |                        |                         | |
| Kitzloch                                | Achen Kraftwerke AG       | Rauriser Ache                                     |               |                 |                        | 1903, 1956 modernisiert | zählt zu den ältesten Kraftwerken Österreichs |
| Klammstein                              |                           | Gasteiner Ache                                    |               |                 |                        | 1898                    | |
| Kleinarl                                | Energie AG OÖ             | Kleinarler Ache                                   | 71,1 m        | 1,84 MW         | 8.700 MWh              | 1993                    | |
| Kreuzbergmaut                           | Salzburg AG               | Salzach                                           |               | 18 MW           | 80.000 MWh             |                         | |
| Mühlbach                                | Energie AG OÖ             | Fellersbach, Trockenbach, Sulzenbach, Schrammbach | 263 m         | 2 MW            | 10.000 MWh             | 1928                    | in Mühlbach am Hochkönig im Bundesland Salzburg. Laufkraftwerk mit Tagesspeicher. 2005 wurde das Kraftwerk komplett neu errichtet.                                                     |
| Niederuntersberg                        | Energie AG OÖ             | Großarler Ache                                    | 3 m           | 0,1 MW          | 400 MWh                | 2007                    | in Sankt Veit im Pongau im Bundesland Salzburg. Nutzt den Höhenunterschied zwischen dem Kraftwerk Plankenau zur Großarler Ache.                                                        |
| Oflek                                   | Energie AG OÖ             | Großarler Ache                                    | 60 m          | 2,3 MW          | 9.600 MWh              | 2011                    | zwischen Hüttschlag und Großarl im Bundesland Salzburg |
| Plankenau                               | Energie AG OÖ             | Großarler Ache                                    | 153/157,4 m   | 11,2 MW         | 56.700 MWh             | 1922                    | in Sankt Veit im Pongau im Bundesland Salzburg, nutzt als zweite Staustufe das Wasser der Großarler Ache entlang der Liechtensteinklamm                                                |
| Rott                                    | Salzburg AG               | Saalach                                           | 10,10 m       | 5 MW            | 27.200 MWh             | 2004                    | direkt am Grenzübergang Freilassing, wo die Saalach den deutschen Grenzort von der Stadt Salzburg trennt.                                                                              |
| Sohlstufe Hallein                       | Salzburg AG               | Salzach                                           |               | 16 MW           | 81.000 MWh             |                         | |
| Sohlstufe Lehen                         | Salzburg AG               | Salzach                                           | 6,6 m         | 13,7 MW         | 81.000 MWh             | 2013                    | Im Zuge des Baus wurde auch der Hochwasserschutz für die Stadt Salzburg verbessert. Auch die geforderte Durchgängigkeit der Salzach für Fische wird durch das Kraftwerk gewährleistet. |
| Spannberg                               | Energie AG OÖ             | Kleinarler Bach                                   | 49,62/51,49 m | 1,72 MW         | 8.500 MWh              | 1987                    | zwischen Kleinarl und Wagrain im Bundesland Salzburg, wurde 1995 von der Energie AG gekauft                                                                                            |
| St. Johann/Pongau                       | Salzburg AG               | Salzach                                           | 10 m          | 16,5 MW         | 71.200 MWh             | 1991                    | |
| St. Veit                                | Salzburg AG               | Salzach                                           |               | 16 MW           | 67.000 MWh             |                         | |
| Wald im Pinzgau                         | Salzburg AG               | Trattenbachtal (Oberpinzgau)                      | 7 m           | 5,07 MW         | 16.540 MWh             | 2005                    | Öko-Kraftwerk |
| Urstein                                 | Salzburg AG               | Salzach                                           |               | 22 MW           | 120.000 MWh            |                         | |
| Werfen-Pfarrwerfen                      | Salzburg AG               | Salzach                                           |               | 16 MW           | 81.000 MWh             |                         | |

## Speicherkraftwerke
| Name bzw. Standort   | Betreiber                                        | Fluss/See                                                     | Fallhöhe | Engpassleistung | Regelarbeit (MWh/Jahr) | Baujahr                                                  | Bemerkungen |
| -------------------- | ------------------------------------------------ | ------------------------------------------------------------- | -------- | --------------- | ---------------------- | -------------------------------------------------------- | --- |
| Schwarzach           | Tauernkraftwerke AG (bis 1999), heute Verbund AG | Speicherstausee Kaprun und im Stubachtal (Wasser der Salzach) |          |                 |                        | 1954–59 (durch Tauernkraftwerke AG), Sanierung seit 2010 | kein typisches Flusskraftwerk, zum Antrieb der Turbinen wird das Wasser aus der 17 km entfernten Wehranlage Högmoos aus der Salzach entnommen und durch Stollen zum Ausgleichsspeicherbecken Brandstatt in Oberuntersberg in der Marktgemeinde St. Veit im Pongau geleitet. Dadurch ist im Kraftwerk Schwarzach die Produktion von „Strom auf Knopfdruck“ möglich. |
| Wagrain - St. Johann | Energie AG Oberösterreich                        | Wagrainer Ache, Ginaubach                                     | 241,05 m | 16,4 MW         | 63.100 MWh             | 1988                                                     | Tagesspeicher, in St. Johann im Pongau, Bundesland Salzburg, entstand anstelle des 1919 von Stern & Hafferl errichteten und 1985 stillgelegten alten Kraftwerks Wagrain |
| Wiestalwerk          | Salzburg AG                                      | Wiestalstausee                                                | 82,80 m  | 28 MW           | 53.200 MWh             | 1975–77 saniert                                          | Erste Staustufe im Wiestal 1909–13 errichtet Damals 3.780 kW, deckte damals gesamten Strombedarf der Stadt Salzburg, löste die kalorische Anlage in der Schlachthofgasse ab. |